# Une ombre
Une Ombre è un romanzo dello scrittore francese Henri Bosco, pubblicato per la prima volta nel 1978 a Parigi dall'editore Gallimard.

## Trama
Il romanzo si suddivide in due grandi sezioni: la prima è narrata da Jean-Baptiste Gabriel Dellaurgues che, intorno al 1850, decide di intraprendere un viaggio nell'Alto Var, fin da principio volto alla ricerca di un'entità misteriosa che assume le sembianze di un'ombra; nella seconda la voce narrante è quella del nipote di Gabriel, Monneval Yssel, il quale, in seguito alla lettura del manoscritto dello zio, spinto dalla curiosità, si mette in cammino al fine di raggiungere gli stessi luoghi dove, settantacinque anni prima, si erano verificati quei fenomeni esoterici e quelle apparizioni che tanto avevano suggestionato l'animo di Gabriel. Il ritrovamento del manoscritto funge da intervallo tra le due testimonianze, sebbene Monneval decida poi di offrire al lettore il seguito delle avventure dello zio che si concludono con l'incontro vero e proprio tra il corpo dell'uomo e l'ombra che da tempo egli seguiva. Una volta conclusosi il racconto di Gabriel, è il nipote a prendere la parola: la sua reazione alle parole lette è inizialmente ambivalente: credere o non credere a ciò che è accaduto a quel lontano parente sconosciuto del quale la sua famiglia stentava a parlare? Dopo un iniziale approccio razionale al metodo di ricerca, Monneval ripete lo stesso itinerario dello zio; nel corso del cammino vediamo il giovane visitare gli stessi luoghi misteriosi che avevano caratterizzato il soggiorno nel Var del lontano parente: il piccolo paese di Cotignac, con la sua vivace fauna cittadina, le sue grotte umide, dove lo zio soleva soggiornare, la chiesa di Saint – Anne, nella quale si erano verificate alcune delle apparizioni narrate nel manoscritto e il vecchio negozio d'antiquariato, avvolto da un'impenetrabile aura di mistero. In Monneval viene ad insinuarsi un'ossessione, quella di essere perennemente sospinto/ attratto da un'Ombra, un'Ombra sofferente, colpevole di aver ucciso il proprio corpo quando esso era ancora in vita, (sebbene l'autore non specifichi le ragioni di tale comportamento), e per questo condannata ad errare sola nel mondo  . L'Ombra esercita su Monneval un'attrazione tale da non poter essere ignorata. Anche contro la sua stessa volontà il giovane non riesce a distogliere il pensiero da quell'entità che saltuariamente lo va a trovare, gli parla, raccontandogli le sue pene. Dopo aver lasciato Cotignac, Monneval si ritrova nel mezzo di una tempesta e non sapendo dove rifugiarsi decide di entrare in una casa nel bosco abitata da un vecchio signore di nome Celestin (chiamato anche Sirius) e dal bambino Jodiacael. Qui rimane a letto per il resto dell'estate, ammalato anche se gli riesce difficile capire da che cosa realmente sia afflitto; viene curato e accudito dai proprietari della dimora dove ogni notte va a bussare un cavaliere che chiede riparo e dove Monneval non viene mai lasciato completamente solo né al buio e, una volta guarito, riprende il viaggio.
Decidendo di seguire un cinghiale,  Monneval si ritrova presto nei pressi di un corso d'acqua; qui incontra due cavalieri che lo invitano a soggiornare presso il castello del conte Palamede. Il protagonista accetta fatalmente l'invito quasi come se la sua forza di volontà si fosse annientata; soggiorna nel castello qualche giorno: qui gli viene raccomandato di non uscire durante la notte perché essa è animata da entità oscure e, come afferma Séraphin, uomo messo al suo servizio per l'intera durata del suo soggiorno al castello, essa è abitata dal ‘diavolo’, quindi Monneval, uscendo dal castello durante la notte, metterebbe in grave pericolo la propria anima. Ciò nonostante il giovane non resiste all'appello della notte e decide di uscire dal castello: si posiziona al di sotto della finestra della sua camera e qui vede l'ombra di una giovane donna; ma questa visione associata al peso insostenibile di quella notte così densa gli risulta talmente insopportabile da voler ritornare nella propria stanza, dove scivola in un sonno tormentato. Ben presto Monneval scoprirà che il castello altro non è che la dimora dell'Ombra, ombra che ormai ha designato lui stesso come depositario di un segreto irrivelabile; il racconto termina con un rito, una celebrazione, una veglia notturna: Monneval viene condotto in una stanza dove il conte Palamede è addormentato: il protagonista si rende subito conto che il proprietario del castello è in punto di morte e che il solo fatto a tenerlo in vita è costituito dalla sua presenza in quella stanza: inizia così un rito di iniziazione, una cerimonia attraverso la quale Monneval diventa egli stesso l'ombra di un'ombra che ha perso il proprio corpo. A quel punto il protagonista si rende conto di non essere più estraneo alle oscure vicende che lo ossessionano, ma di ricoprire un ruolo ben preciso, il ruolo dell'erede: viene così avvolto e investito dall'ombra del morente senza che la sua volontà riesca ad opporvisi.

## Temi chiave
- Il tempo: il tempo del racconto (l'estate) sembra obbedire a leggi proprie: non è stabilito sull'alternanza dei giorni e delle notti, esso si allunga e si accorcia sulla base degli stati d'animo, è un tempo strettamente sentimentale, emotivo. Non si hanno né giorni né ore, ma piuttosto delle 'intensità' perché le emozioni non si registrano, ma si subiscono.
- Il sonno / sogno: Tutto il romanzo è avvolto da una patina onirica, sia Gabriel che Monneval ammettono di non sapere se gli avvenimenti da loro raccontati siano frutto di un sogno o siano effettivamente reali. Il sonno è connotato positivamente: per dormire bene, afferma Gabriel, occorre aver dormito molto, soprattutto durante il giorno, preferibilmente in estate.
- Il desiderio: è il desiderio ad aver dominato su Dellaurgues fin dalla prima apparizione dell'Ombra, esso ha la sua origine nelle stesse tenebre primitive che animano la notte.
- Il silenzio: esso è parte integrante della notte, si può affermare che ne sia una costante, una parte costituente, grazie al silenzio i nostri sensi si affinano poiché esso preclude sempre l'attesa di qualcosa che non tarderà a manifestarsi.
- La natura: Più volte, nel corso del racconto, vengono rappresentati degli animali (una cerva, un cinghiale, un'aquila): è spesso proprio un animale a offrire un aiuto al protagonista, come nel caso del cinghiale che di notte guida inconsapevolmente Monneval, il quale da solo si sarebbe sicuramente perso. La natura è matrigna, ma è anche madre e ad essa il poeta si affida ciecamente. Gli elementi naturali più citati sono quelli astrali (cielo, pianeti, stelle) e quelli vegetali. Entrambi i protagonisti si ritrovano in un giardino, il quale ha quasi sempre le caratteristiche di un eden primordiale in grado di ammaliare l'uomo con i suoi profumi e i suoi suoni, all'interno di questo Paradiso il protagonista è pervaso da una sensazione di perfezione interiore; qui le ore, i giorni, i segni del tempo non lasciano alcuna traccia e la loro successione è impercettibile. Tuttavia a volte la natura si manifesta negativamente: è il caso dell'incubo di Gabriel in cui una pianta si anima ed inizia ad avvolgerlo ed immobilizzarlo con i suoi rami.
- L'ombra: l'ombra si manifesta un elevatissimo numero di volte, dapprima senza avere contorni definiti, poi sempre più somigliante ad una forma umana, quella di una donna, tanto da suggerire a Gabriel che questa entità potesse essere dotata anche di un cuore. Entrambi i protagonisti del romanzo si accorgono del fatto che quell'ombra non è la loro e per metterla alla prova essi si muovono: l'ombra non segue i loro movimenti, rimane immobile. Sebbene essa sembri inanimata, Gabriel si affeziona presto alla sua presenza, la cerca, la desidera, l'ombra diventa necessaria, perché non è la sua, ma perché è riuscita a sopravvivere senza il suo corpo ed il protagonista afferma addirittura di poterla amare. Madame Lemire afferma che anche le ombre muoiono, spesso senza che nessuno se ne accorga o se ne dipiaccia: esse periscono al calare della notte, ma il vero mistero è dove finiscano una volta che si sono separate dai loro corpi materiali. Inoltre non è mai scontato che un'ombra si ricongiunga con il proprio corpo. L'Ombra è perennemente sfortunata e sofferente, ma in parte è anche privilegiata rispetto alle altre, perché il solo fatto che possa soffrire costituisce un privilegio.
- La notte e il giorno: La notte è più volte citata come ‘L'ombra universale' o 'la divoratrice di tutte le altre ombre', come colei che ingloba tutte le altre ombre erranti sulla terra una volta calato il sole, essa è caratterizzata da immobilità, silenzio e pesantezza. Al contrario il giorno è sempre calmo, capace di scacciare i 'mostri' della notte: durante le ore di luce il mondo è vivente, il silenzio viene sostituito dalle conversazioni della gente.
- Il letto: La vocazione principale del letto è il sonno, esso tuttavia offre spesso tipi diversi di sonno e di sogno: talvolta calmi e tranquilli, talvolta pesanti, agitati e drammatici, a seconda del suo umore. Non si potrà mai sapere, prima di addormentarsi, in quale tipo di sogno ci si imbatterà, se in esso saranno presenti angeli oppure demoni.